# David Sinclair
David Andrew Sinclair, född 26 juni 1969, är en australisk-amerikansk biolog och akademiker känd för sin forskning om åldrande och epigenetik. Sinclair är professor i genetik vid Harvard Medical School och grundare och chef för Paul F. Glenn Laboratories for the Biological Mechanisms of Aging vid Harvard. Han är medförfattare till boken Lifespan: Why We Age – and Why We Don't Have To.

## Uppväxt och utbildning
David Andrew Sinclair föddes i Australien 1969 och växte upp i St Ives, New South Wales. Hans farmor hade emigrerat till Australien efter nedtryckandet av det ungerska upproret 1956, och hans far ändrade familjenamnet från Szigeti till Sinclair. Sinclair studerade vid University of New South Wales i Sydney, där han tog en kandidatexamen i biokemi 1991 och en doktorsexamen i molekylärgenetik 1995, med inriktning på genreglering hos jäst. Han vann också det australiska samväldspriset.

## Karriär
Sinclair träffade professor Leonard P. Guarente vid Massachusetts Institute of Technology 1993. Guarente hade studerat jäst som en modell för åldrande, och efter att ha träffat honom Sinclair blev han intervjuad för en postdoktorstjänst i Guarentes laboratorium.
Han arbetade som postdoktoral forskare för Guarente i fyra år och 1999 anställdes han vid Harvard Medical School. År 2004 träffade Sinclair filantropen Paul F. Glenn som donerade 5 miljoner dollar till Harvard för att etablera Paul F. Glenn Laboratories for the Biological Mechanisms of Aging vid Harvard, vars grundande och direktör Sinclair blev. År 2004 grundade Sinclair Sirtris Pharmaceuticals tillsammans med Andrew Perlman, Christoph Westphal, Richard Aldrich, Richard Pops och Paul Schimmel.
Sirtris fokuserade på att utveckla Sinclairs forskning om aktivatorer av sirtuiner, ett arbete som började i Guarentes laboratorium. Företaget fokuserade specifikt på resveratrolformuleringar och derivat som aktivatorer av SIRT1-enzymet; Sinclair blev känt för att ha gjort uttalanden om resveratrol som: "(Det är) så nära en mirakulös molekyl som du kan hitta. "... Om hundra år kan människor ta dessa molekyler dagligen för att förebygga hjärtsjukdomar, stroke och cancer." De flesta inom anti-aging-området var mer försiktiga, särskilt med avseende på vad resveratrol i övrigt kan göra i kroppen och dess brist på biotillgänglighet. Företaget börsnoterades 2007 och köptes därefter upp av och blev ett dotterbolag till GlaxoSmithKline 2008 för 720 miljoner dollar. Fem år senare lade GSK ner Sirtris-programmet utan framgångsrik läkemedelsutveckling.
År 2006 var Sinclair med och grundade Genocea Biosciences, ett företag som grundades baserat på Harvardforskaren Darren E. Higgins arbete kring antigener som stimulerar T-celler och användningen av dessa antigener för att skapa vacciner; Företaget avnoterades från NASDAQ och stängdes 2022 på grund av bristande finansiering.
År 2008 befordrades Sinclair till fast anställd professor vid Harvard Medical School. Några år senare blev han även biträdande professor vid School of Medical Sciences vid University of New South Wales. År 2008 gick han också med i Shaklees vetenskapliga rådgivande nämnd och hjälpte dem att utforma och introducera en produkt innehållande resveratrol kallad "Vivix". Han bestred senare användningen av hans namn och ord för att marknadsföra bilagan och avgick från styrelsen.
År 2011 grundade Sinclair OvaScience tillsammans med Michelle Dipp, Aldrich, Westphal och Jonathan Tilly. Företaget baserades på vetenskapligt arbete utfört av Tilly gällande däggdjurs oogoniala stamceller och arbete med mitokondrier av Sinclair. En sammanslagning mellan företaget och Millendo Therapeutics genomfördes år 2018. År 2011 var han även med och grundade CohBar tillsammans med Nir Barzilai och andra kollegor. CohBar syftade till att upptäcka och utveckla nya peptider utvunna från mitokondrier. CohBar avnoterades från NASDAQ eftersom man trodde att det var ett publikt skalbolag.
År 2015 grundade han Metro Biotech tillsammans med professor Dr. Rajendra Apte vid Washington University i St. Louis. Läkemedelsföretaget fokuserade på NAD+-prekursorer såsom NMN. Han var också med och grundade Animal Bioscience år 2017 tillsammans med sin bror Nick. Företaget fokuserar på småmolekylbaserad terapi för husdjursindustrin.
År 2022 uppmanade Metro Biotech framgångsrikt FDA att vidta åtgärder för att ta bort NMN från marknaden som ett kosttillskott eftersom Metro Biotech hade registrerat NMN i nya läkemedelsansökningar som undersöktes. Året därpå var han med och grundade Tally Health, ett kosttillskottsföretag med ett uttalat mål att "förändra hur vi åldras" på cellnivå.
År 2024 avgick Sinclair som ordförande för The Academy for Health and Lifespan Research, en organisation bestående av en grupp forskare som Sinclair var med och grundade. Avgången kom efter vad The Wall Street Journal beskrev som en "kaskad" av avgångar från upprörda medlemmar av Akademin efter att Sinclair och hans bror meddelat att Animal Bioscience hade bevisat att ett kosttillskott för hundar med icke avslöjade ingredienser reverserar åldrandet. Påståendet möttes också av kritik och skepticism från andra forskare inom livslängd.

## Forskning
Sinclair har uttryckt åsikten att det inte finns någon gräns för mänsklig livslängd, och att det finns en säkerhetskopia av den genetiska och epigenetiska informationen i oss.
Medan Sinclair var i Guarentes laboratorium upptäckte han att sirtuin 1 (kallat sir2 i jäst) saktar ner åldrandet i jäst genom att minska ansamlingen av extrakromosomala rDNA-cirklar. Andra som arbetade i labbet vid den tiden identifierade NAD som en viktig kofaktor för sirtuinfunktionen. År 2002, efter att han hade åkt till Harvard, drabbade han samman med Guarente vid ett vetenskapligt möte på Cold Spring Harbor Laboratory och ifrågasatte Guarantes beskrivning av hur sir2 kan vara involverat i åldrande; detta utlöste en vetenskaplig rivalitet.
År 2003 fick Sinclair veta att forskare vid ett bioteknikföretag i Pennsylvania, Biomol Research Laboratories, hade utvecklat biokemiska analyser där de trodde att polyfenoler, inklusive resveratrol, aktiverade SIR2. Detta ledde till publikationer delvis författade av Sinclair i både Nature och Science år 2003. År 2005 stod det dock klart att den biokemiska analysen består av en fluorescerande sond som interagerar ospecifikt med resveratrol och att resveratrol inte är en SIR2-aktivator. Trots det vetenskapliga motbeviset för resveratrol upprätthåller Sinclair ett uttalat förespråk för resveratrol som ett anti-aging-läkemedel och kosttillskott. Även uppmärksammade artiklar som påstår att möss har åldrats med åldersomvändning har granskats intensivt. Sinclairs laboratorium har fortsatt att arbeta med resveratrol och analoger av det som en del av sitt forskningsprogram inom anti-aging.
I december 2020 publicerade Sinclairs grupp att tre Yamanaka -transkriptionsfaktorer, Oct4, Sox2 och Klf4, när de levereras tillsammans i ett virus, säkert kan vända åldern hos mänskliga celler och musceller och återställa synen hos gamla möss och möss med glaukom. År 2023 presenterade de, tillsammans med Bruce Ksanders laboratorium på Mass Eye and Ear, en poster vid den årliga ARVO- konferensen, tillsammans med ett pressmeddelande från företaget där de hävdade att synen kunde återställas hos icke-mänskliga primater.
I januari 2023 publicerade Sinclairs laboratorium forskning i Cell som påstods stödja hans informationsteori om åldrande, idén att däggdjurs åldrande beror på förlust av epigenetisk information, och att Yamanaka-faktorer skulle kunna utöva en viss grad av artificiell kontroll över åldrande och föryngring hos möss. Artikeln fick ett formellt svar där det påpekades att behandlingen som används i artikeln är känd för att producera p53-beroende celldöd under en 30-dagarsperiod där mössen inte observerades. Sinclairs påståenden om omvänt åldrande har kritiserats av andra forskare.

### Böcker
I september 2019 publicerade Sinclair Lifespan: Why We Age – and Why We Don't Have To, skriven tillsammans med journalisten Matthew LaPlante och översatt till 18 språk. Den släpptes också som ljudbok på Audible och lästes av Sinclair. Sinclair diskuterar i stor utsträckning sina livslängdsstrategier på sociala medier och inkluderar dem i sin bok. De inkluderar dagliga doser av nikotinamidmononukleotid (NMN) och resveratrol, vilka Sinclair hävdar är aktivatorer av SIRT1.

### Utvalda publikationer
- 2023, The Information Theory of Aging, Nature Aging
- 2023, Chemically induced reprogramming to reverse cellular aging, Aging
- 2023, Loss of epigenetic information as a cause of mammalian aging, Cell
- 2021, The economic value of targeting aging, Nature Aging
- 2020, Reprogramming to recover youthful epigenetic information and restore vision, Nature
- 2008, SIRT1 redistribution on chromatin promotes genomic stability but alters gene expression during aging, Cell